# White Abarrio
White Abarrio, född 18 mars 2019, är ett engelskt fullblod, mest känd för att ha segrat i Breeders' Cup Classic (2023) och Pegasus World Cup (2025). 

## Bakgrund
White Abarrio är en grå/konstanskimmelhingst efter Race Day och under Catching Diamonds (efter Into Mischief). Han föddes upp av Spendthrift Farm i Kentucky, och köptes som åring av Clap Embroidery. Han tränas av Saffie Joseph Jr. och rids oftast av Tyler Gaffalione eller Irad Ortiz Jr. Han har även tränats av Carlos Perez (–2021) och Richard E. Dutrow Jr. (2023).

## Karriär
White Abarrio började tävla i september 2021, och har till januari 2025 sprungit in 6 879 850 dollar på 20 starter, varav 9 segrar, 2 andraplatser och 3 tredjeplatser. Han har tagit karriärens största segrar i Holy Bull Stakes (2022), Florida Derby (2022), Whitney Stakes (2023), Breeders' Cup Classic (2023) och Pegasus World Cup (2025).
White Abarrio tränades inledningsvis av Carlos Perez via hans bolag Clap Embroidery. Efter att ha segrat i sitt debutlöp på Gulfstream Park den 24 september 2021 såldes han till C2 Racing Stable. De ursprungliga ägarna fortsatte att vara delägare via La Milagrosa Stable. White Abarrio sattes i träning hos Saffie Joseph Jr. och lyckades som treåring segra i grupp 1-löpet Florida Derby.
I december 2021, före Cigar Mile Handicap, ändrades White Abarrios ägare till C2 Racing Stable & Antonio Pagnano. I maj 2023 stängde Churchill Downs Inc. av Saffie Joseph Jr., efter att två av hans hästar gått omkull på Churchill Downs. Detta gjorde att ägarna satte White Abarrio i träning hos Richard Dutrow Jr.
I juni 2024, efter Metropolitan Handicap, insjuknade White Abarrio, och missade flera månader av tävlingssäsongen.
Den 25 januari 2025 segrade White Abarrio i Pegasus World Cup på Gulfstream Park. Segern var värd 1,5 miljoner dollar, och segermarginalen skrevs till 6 1⁄4 längd.